# Inglisonematinae
Die Inglisonematinae (nach  William Grant Inglis) sind eine Unterfamilie der Spulwürmer mit drei Arten. Sie sind Parasiten bei Vögeln.

## Merkmale
Die Unterfamilie hat die Eigenschaften der Schneidernematidae. Charakteristika sind das angeschwollene Vorderende des Ösophagus und das Vorhandensein eines Gubernaculums.

## Systematik
Zur Unterfamilie gehören zwei Gattungen:
- Inglisonema Mawson, 1968
- Madelinema Schmidt & Kuntz, 1971